# Saint-Antoine (Val-de-Virvée)
Saint-Antoine è un comune francese soppresso e frazione del dipartimento della Gironda nella regione dell'Aquitania-Limosino-Poitou-Charentes. Dal 1º gennaio 2016 si è fuso con i comuni di Aubie-et-Espessas e Salignac per formare il nuovo comune di Val-de-Virvée.

## Società

### Evoluzione demografica
Abitanti censiti